# Joanna Ufnalska
Joanna Ufnalska (ur. 22 maja 1984 w Łodzi) – polska pisarka, społeczniczka, przewodniczka, autorka gier miejskich. W 2024 roku zadebiutowała powieścią kryminalną "Psy Gończe". 

## Życiorys
Łodzianka, absolwentka Uniwersytetu Łódzkiego. Od 2011 roku współtworząc    Stowarzyszenie „Topografie” prowadziła szeroką działalność na rzecz rozwoju społeczeństwa obywatelskiego. Organizowała panele obywatelskie, promocję pierwszego łódzkiego budżetu obywatelskiego, a także zajęcia dla najmłodszych z historii Łodzi. 
To z czego Joanna Ufnalska jest najbardziej znana to interaktywne gry miejskie. Przez nie bawi, ale jednocześnie uczy historii Łodzi oraz przekazuje wiedzę o tym jak funkcjonuje miasto. 
Po napaści Rosji na Ukrainę w 2022 roku bardzo aktywnie włączyła się w pomoc Ukraińcom. Wielokrotnie, wspólnie z grupą ochotników, przewoziła do ogarniętej wojną Ukrainy dary zebrane wśród mieszkańców Łodzi.

## Twórczość
Zadebiutowała w 2024 powieścią kryminalną "Psy Gończe" (Pulp Books, 2024), która opowiada o Łodzi z lat dwudziestych XX wieku, za którą w maju 2025 została nominowana do Nagrody Wielkiego Kalibru. 

### Powieści
- 2024: Psy gończe (Pulp Books)